# Guldvreneli
Guldvreneli är Schweiz mest kända guldmynt. 20 franc-myntet präglades från 1897 till 1947, med en totalupplaga på 58,6 miljoner exemplar. Vreneli är den omtyckta efterföljaren till guldmyntet Helvetia, som producerades från 1883 till 1896.
Från 1911 till 1922 präglades även ett 10 francs Vreneli. Upplagan uppgick då till 2,6 miljoner ex. Året 1925 präglades 5000 st 100 francs Vreneli. Mynten motsvarade Latinska myntunionens normer.
Myntet har fått namnet Vreneli (förminskningsformen av det traditionella schweiziska förnamnet Verena) från kvinnobilden av medaljgravören Fritz Ulysse Landry. 
Guldvreneli är populära i Schweiz som gåvor och tävlingspris.